# Histioteuthis
Histioteuthis d'Orbigny, 1841 è un genere di molluschi cefalopodi appartenente alla famiglia Histioteuthidae.

## Distribuzione e habitat
Sono diffusi in tutti gli oceani.

## Descrizione
Nelle specie di questo genere l'occhio sinistro è più grande del destro e ha una forma diversa. I fotofori sono presenti sia sul mantello che sulle braccia. La specie di dimensioni maggiori è Histioteuthis bonnellii.

## Tassonomia
- Histioteuthis arcturi (Robson, 1948)
- Histioteuthis atlantica (Hoyle, 1885)
- Histioteuthis bonnellii (Férussac, 1835)
- Histioteuthis celetaria (G. Voss, 1960)
- Histioteuthis corona (N. Voss & G. Voss, 1962)
- Histioteuthis eltaninae N. Voss, 1969
- Histioteuthis heteropsis (Berry, 1913)
- Histioteuthis hoylei (Goodrich, 1896)
- Histioteuthis macrohista N. Voss, 1969
- Histioteuthis meleagroteuthis (Chun, 1910)
- Histioteuthis miranda (Berry, 1918)
- Histioteuthis oceani (Robson, 1948)
- Histioteuthis reversa (Verrill, 1880)